# Dhal (ret)
 For alternative betydninger, se Dhal. (Se også artikler, som begynder med Dhal)
Dhal  også daal eller dal (hindi दाल, Dāl) er en central ret i det indiske køkken, dog også at finde i det pakistanske køkken. Retten er for det meste tilberedt af bælgfrugter, særligt linser, men til tider også Kikærter, bønner eller ærter. Skallerne på bælgfrugterne bliver først fjernet. 
Efter lang kogetid er bælgfrugter blevet til en slags vælling og den krydres gerne med spidskommen, korianderfrø, løg, hvidløg, paprika, ingefær eller andre krydderier.
Dhal er en grundnæringsmiddel i Indien. Det kan serveres som hovedret, ligesom Dal Bhat, eller som sideret.
 Der er for få eller ingen kildehenvisninger i denne artikel, hvilket er et problem. Du kan hjælpe ved at angive troværdige kilder til de påstande, som fremføres i artiklen.